# Apochthonius minor
Apochthonius minor är en spindeldjursart som beskrevs av William B. Muchmore 1976. Apochthonius minor ingår i släktet Apochthonius och familjen käkklokrypare. Inga underarter finns listade i Catalogue of Life.